# 켕프노군

비엘코폴스카주 지도에 표시된 켕프노군의 위치

켕프노군(폴란드어: powiat kępiński)은 폴란드 비엘코폴스카주에 위치한 군으로 군청 소재지는 켕프노이며 면적은 608.39km2, 인구는 55,335명(2006년 기준), 인구 밀도는 91명/km2이다.
북쪽으로는 오스트셰슈프군, 동쪽으로는 우치주 비에루슈프군, 남쪽으로는 오폴레주 클루치보르크군, 남서쪽으로는 오폴레주 나미수프군, 서쪽으로는 돌니실롱스크주 올레시니차군과 접한다. 7개 지방 자치체(1개 도시형 농촌, 6개 농촌)를 관할한다.

군 문장